# SOAPnet
SOAPnet — американский кабельный телеканал, в эфире которого транслируются повторы дневных мыльных опер и прайм-тайм драм, а также некоторые оригинальные программы. Канал был запущен 20 января 2000 года и принадлежит Disney-ABC Television Group, подразделению The Walt Disney Company.
В 2010 году было объявлено, что канал будет закрыт в 2012 году и заменен на Disney Junior,, однако в июле 2011 года было объявлено, что закрытие отложено на неопределенное время.

## Упадок и переформатирование в Disney Junior (2010—2013)
Из-за снижения количества зрителей мелодрам, большая тройка телесетей начала закрывать подобные проекты и заменять их менее дорогими ток-шоу и игровыми шоу. Также на популярность проекта повлияли появление цифровых видеорекордеров (позволявших записывать серии) и появление сервисов видео по требованию.
В ноябре 2013 года Disney и Corus объявили о прекращении вещания Soapnet с 31 декабря 2013 года, ранее канал исчез из пакетов крупных кабельных операторов AT&T U-verse, Comcast, Charter и Cox, среди прочего.

## Программы

### Дневные Мыльные оперы
- Все мои дети
- Дни нашей жизни
- Главный госпиталь
- Одна жизнь, чтобы жить
- Надежда Райан
- Молодые и дерзкие

### Прайм-тайм Мыльные оперы
- Беверли-Хиллз, 90210
- Холм одного дерева
- Одинокие сердца
- Девочки Гилмор